# Богданівська сільська рада (Підволочиський район)
Богда́нівська сільська́ ра́да — адміністративно-територіальна одиниця та орган місцевого самоврядування в Підволочиському районі Тернопільської області. Адміністративний центр — село Богданівка.

## Загальні відомості
- Територія ради: 3,67 км²
- Населення ради: 1 131 особа (станом на 2001 рік)

## Населені пункти
Сільській раді були підпорядковані населені пункти:
- с. Богданівка

## Склад ради
Рада складалася з 16 депутатів та голови.
- Голова ради: Ковальчук Надія Степанівна
- Секретар ради: Карнаух Світлана Едуардівна

### Керівний склад попередніх скликань
| Прізвище, ім'я, по батькові | Основні відомості                                                             | Дата обрання | Дата звільнення |
| --------------------------- | ----------------------------------------------------------------------------- | ------------ | --------------- |
| Ковальчук Надія Степанівна  | Сільський голова, 1977 року народження, освіта середня загальна, позапартійна | 26.03.2006   | 31.10.2010      |
| Ковальчук Надія Степанівна  | Сільський голова, 1977 року народження, освіта середня загальна, позапартійна | 31.10.2010   |                 |

Примітка: таблиця складена за даними сайту Верховної Ради України

### Депутати
За результатами місцевих виборів 2010 року депутатами ради стали:

#### За суб'єктами висування
| Суб'єкт висування           | Кількість обраних депутатів | %    |
| --------------------------- | --------------------------- | ---- |
| Самовисування               | 15                          | 93,8 |
| Комуністична партія України | 1                           | 6,3  |

#### За округами
| № округу                    | Прізвище, ім'я, по батькові     | Дата визнання обраним | Освіта  | Партійна приналежність | Відомості про обраного депутата          |
| --------------------------- | ------------------------------- | --------------------- | ------- | ---------------------- | ---------------------------------------- |
| Комуністична партія України |                                 |                       |         |                        |                                          |
| 11                          | Карнаух Володимир Володимирович | 03.11.2010            | середня | позапартійний          | тимчасово не працює                      |
| Самовисування               |                                 |                       |         |                        |                                          |
| 1                           | Чуй Андрій Михайлович           | 03.11.2010            | середня | позапартійний          | ТОВ Хлібодар, пом. мельника              |
| 2                           | Капеняк Віталій Михайлович      | 03.11.2010            | вища    | позапартійний          | сільська рада, спеціаліст-землевпорядник |
| 3                           | Габрилей Андрій Володимирович   | 03.11.2010            | середня | позапартійний          | тимчасово не працює                      |
| 4                           | Гораль Ірина Йосипівна          | 03.11.2010            | вища    | позапартійна           | школа, вчитель                           |
| 5                           | Крива Наталія Іванівна          | 03.11.2010            | вища    | позапартійна           | школа, вчитель                           |
| 6                           | Драус Сергій Ярославович        | 03.11.2010            | середня | позапартійний          | ЛВЧД — 11, слюсар                        |
| 7                           | Яронь Зоряна Григорівна         | 03.11.2010            | вища    | позапартійна           | сільська рада, головний бухгалтер        |
| 8                           | Семеген Вадим Богданович        | 03.11.2010            | середня | позапартійний          | Будинок культури, директор               |
| 9                           | Клаптій Андрій Володимирович    | 03.11.2010            | середня | позапартійний          | Тернопіль ВПУ 1                          |
| 10                          | Крищук Михайло Ярославович      | 03.11.2010            | середня | позапартійний          | Завод Альфа Газ промкомплект, електрик   |
| 12                          | Гайдуков Михайло Олександрович  | 03.11.2010            | середня | позапартійний          | УПСЗН                                    |
| 13                          | Шурпік Михайло Васильович       | 03.11.2010            | середня | позапартійний          | ТернопільПЧМ-8, бригадир                 |
| 14                          | Шевчук Тарас Ігорович           | 03.11.2010            | вища    | позапартійний          | тимчасово не працює                      |
| 15                          | Карнаух Світлана Едуардівна     | 03.11.2010            | вища    | позапартійна           | сільська рада, секретар                  |
| 16                          | Яронь Тарас Романович           | 03.11.2010            | середня | позапартійний          | тимчасово не працює                      |